# Acmopolynema infuscatum
Acmopolynema infuscatum är en stekelart som beskrevs av Fidalgo 1989. Acmopolynema infuscatum ingår i släktet Acmopolynema och familjen dvärgsteklar. Inga underarter finns listade i Catalogue of Life.